# Traganek piaskowy
Traganek piaskowy (Astragalus arenarius L.) – gatunek rośliny należący do rodziny bobowatych. Występuje w środkowej, wschodniej i północnej Europie. W Polsce rośnie na nizinach i w pasie wyżyn.

## Morfologia

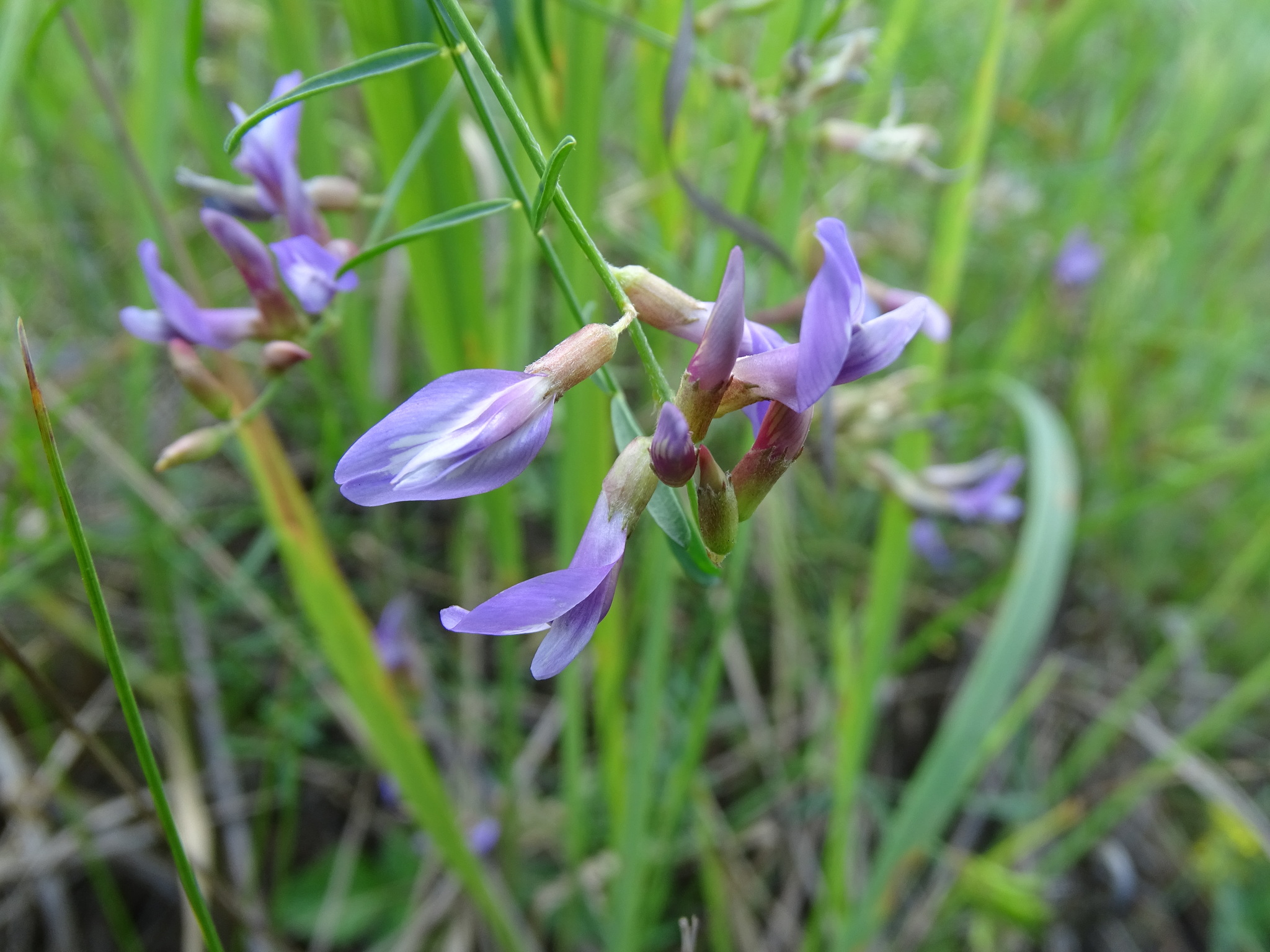
Kwiaty

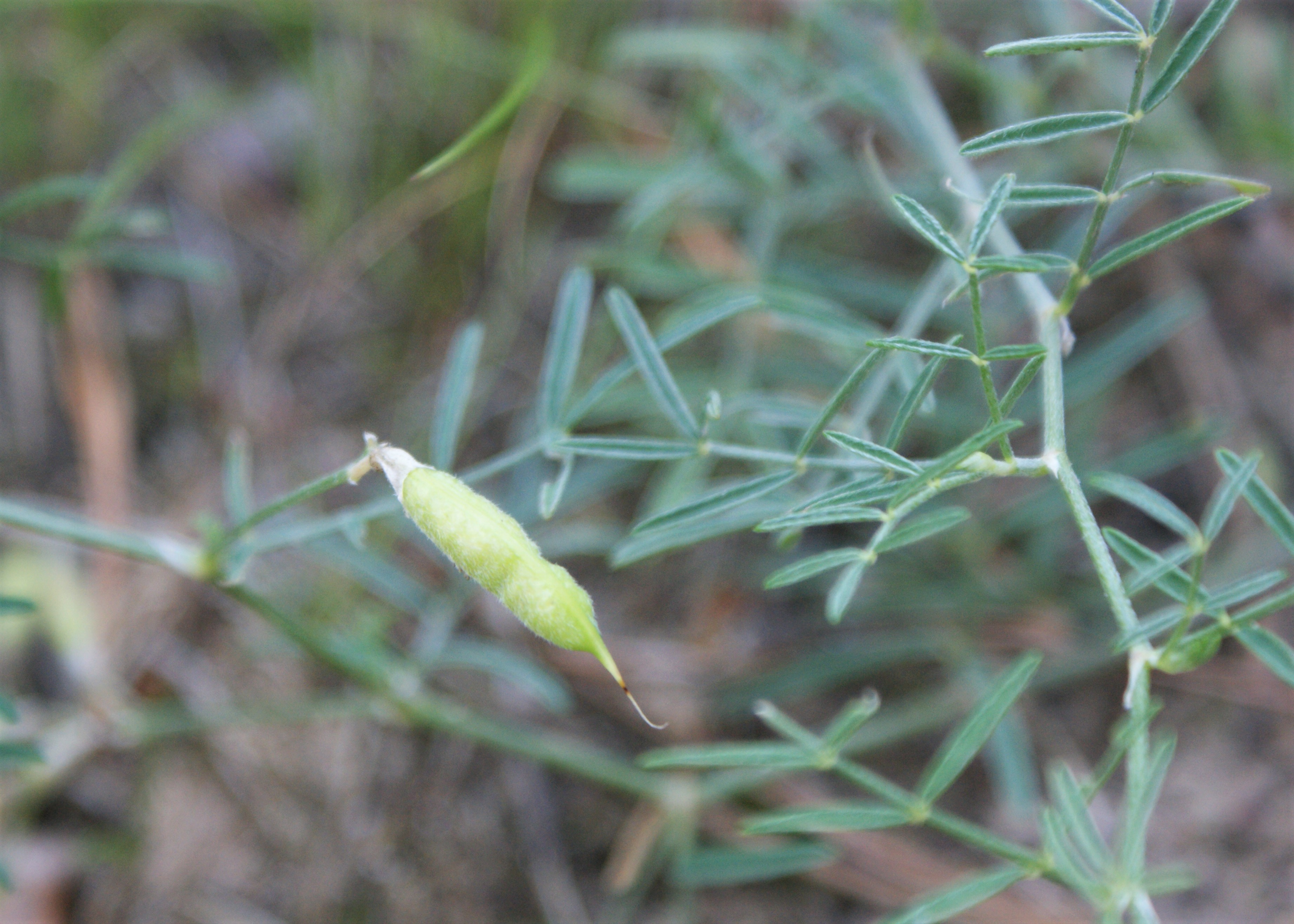
Owoc

ŁodygaSzarowłosista, do 30 cm wysokości. Włosy przytwierdzone w środku; krótszy koniec zwrócony w dół, dłuższy - w górę.
LiściePierzaste, szarowłosiste, złożone z 3-9 par równowąskich lub równowąskolancetowatych listków.
KwiatyMotylkowe, na wyraźnych szypułkach, jasnopurpurowe lub liliowe, długości 15-18 mm, zebrane w 5-8-kwiatowy, luźny kwiatostan. Kielich przylegająco owłosiony. Żagielek dłuższy od skrzydełek i łódeczki.
OwocRównowąski, owłosiony strąk.

## Biologia i ekologia
Bylina, hemikryptofit. Rośnie na terenach piaszczystych. Kwitnie w czerwcu i lipcu. Gatunek charakterystyczny śródlądowych muraw piaskowych ze związku Koelerion glaucae i zespołu Koelerio-Astragaletum arenarii.

## Zagrożenia i ochrona
Gatunek umieszczony na polskiej czerwonej liście w kategorii NT (bliski zagrożenia).